# Бонго
Бонго (Tragelaphus eurycerus) е вид бозайник от семейство Кухороги (Bovidae). Възникнал е преди около 0,0117 млн. години по времето на периода кватернер. Видът е почти застрашен от изчезване.

## Разпространение и местообитание
Разпространен е в Бенин, Габон, Гана, Гвинея, Демократична република Конго, Камерун, Кения, Република Конго, Демократична република Конго, Кот д'Ивоар, Либерия, Нигер, Сиера Леоне, Того, Централноафриканска република и Южен Судан.
Регионално е изчезнал в Уганда.
Обитава гористи местности, планини, възвишения, хълмове, градини, храсталаци, савани, крайбрежия, плажове, плата, блата, мочурища и тресавища в райони с тропически климат, при средна месечна температура около 24,4 градуса.

## Описание
На дължина достигат до 2,3 m, а теглото им е около 271 kg.
Продължителността им на живот е около 21,9 години. Популацията на вида е намаляваща.